# Erika Schirmer

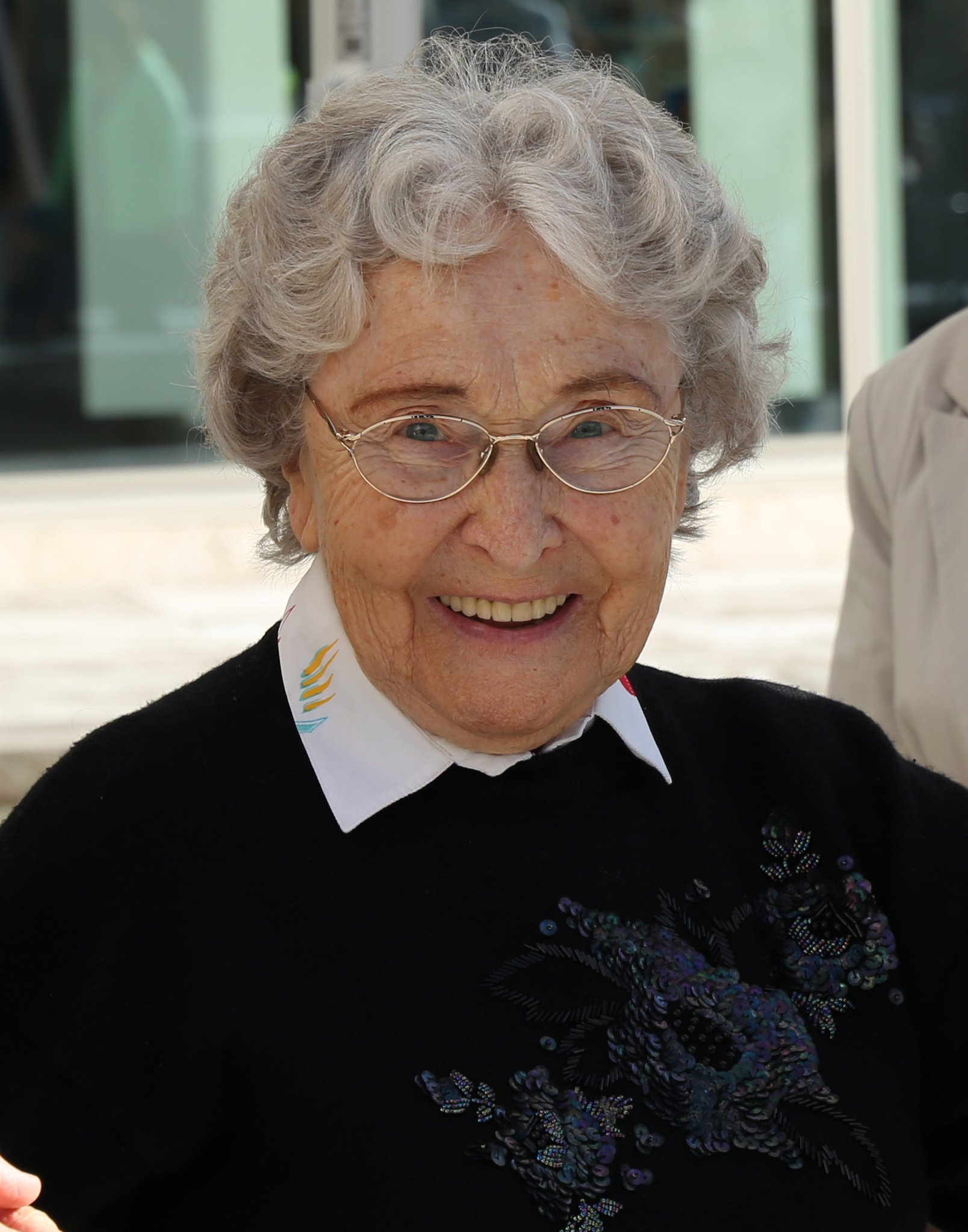
Erika Schirmer (2015)

Erika Schirmer (* 31. Juli 1926 als Erika Erna Mertke in Polnisch Nettkow, Landkreis Grünberg i. Schles.) ist eine deutsche Schriftstellerin, ehemalige Kindergärtnerin und Sonderpädagogin. Bekannt wurde sie vor allem durch das von ihr komponierte und getextete Lied Kleine weiße Friedenstaube.

## Leben
Schirmer lebte als schlesische Heimatvertriebene in der späteren DDR, zunächst im katholischen Eichsfeld, war dann Kindergärtnerin auf Rügen und arbeitete ab 1948 in Nordhausen. Nachdem sie ihr Lehrerstudium 1956 erfolgreich abgeschlossen hatte, arbeitete sie in der Grundschule in Nordhausen-Salza. Ab 1972 war Erika Schirmer Pädagogin für behinderte Kinder und Jugendliche.
Schirmer lebt in einem Seniorenheim bei Nordhausen.

## Werk

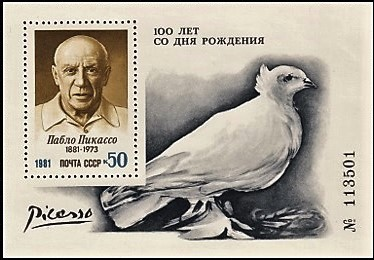
Sowjetische Briefmarke von 1981, die Picasso und seine Friedenstaube aus dem Jahr 1949 darstellt

Sie schuf „Hunderte Gedichte, Lieder, Kinderreime, Kurzgeschichten, Kalender- und Kunstblätter sowie Scherenschnitte“, die oft den Harz und Nordhausen thematisieren. Auf fast 120 Ausstellungen, darunter auch Wanderausstellungen in Polen, wurden diese präsentiert. In der Thüringer Allgemeinen veröffentlichte sie ihre Verse als Harzer Fingerhut. 1948 wurde ihr erstes Kinderlied Der Winter ist gekommen… veröffentlicht. Weithin bekannt wurde das „DDR-Volkslied“ und Lied der Jungen Pioniere Kleine weiße Friedenstaube, das sie im März 1949 komponierte und textete. Es entstand, nachdem sie ein Plakat zum Pariser Weltfriedenskongress von 1949 mit der weltberühmten Zeichnung La Colombe von Pablo Picasso gesehen hatte.

## Auszeichnungen
- 1996: Auszeichnung für Vorbildliche Integration von Aussiedlern in der BRD durch die Präsidentin des Deutschen Bundestages Rita Süssmuth[4]
- 1998: Kunstpreis des Landesverbandes der Vertriebenen für ihren Gedichtband „Heimat, die ich meine – Nordhausen“[5][4]
- 2004: Kunstpreis des Landesverbandes der Vertriebenen für ihr Gesamtwerk[5]
- 2011: Goldener Roland[7]
- 2013: Ehrenbürgerin der Stadt Nordhausen[5]
- 2014: Ehrenbürgerin ihrer Geburtsstadt Czerwieńsk (Polen)
- „Für ihr langjähriges Engagement für Frieden, Humanität, Werteerziehung und Demokratie“ wurde sie am 6. Oktober 2016 mit dem Verdienstkreuz am Bande des Verdienstordens der Bundesrepublik Deutschland ausgezeichnet.[8][9]